# Secours rouge (Belgique)
Pour les articles homonymes, voir Secours rouge.
 (septembre 2009).
Si vous disposez d'ouvrages ou d'articles de référence ou si vous connaissez des sites web de qualité traitant du thème abordé ici, merci de compléter l'article en donnant les références utiles à sa vérifiabilité et en les liant à la section « Notes et références ».
Le Secours Rouge de Belgique est la section belge du Secours Rouge International. Il se définit comme une organisation spécialisée dans le développement de la solidarité et de la résistance face à toutes les formes de « répression de classe », celles qui concernent les « prisonniers révolutionnaires » comme celles qui concernent la « répression pour faits de lutte des classes » (grèves, occupations, etc.) ou pour faits de « solidarité internationaliste » (solidarité avec les « sans-papiers », « solidarité avec les peuples en lutte »).

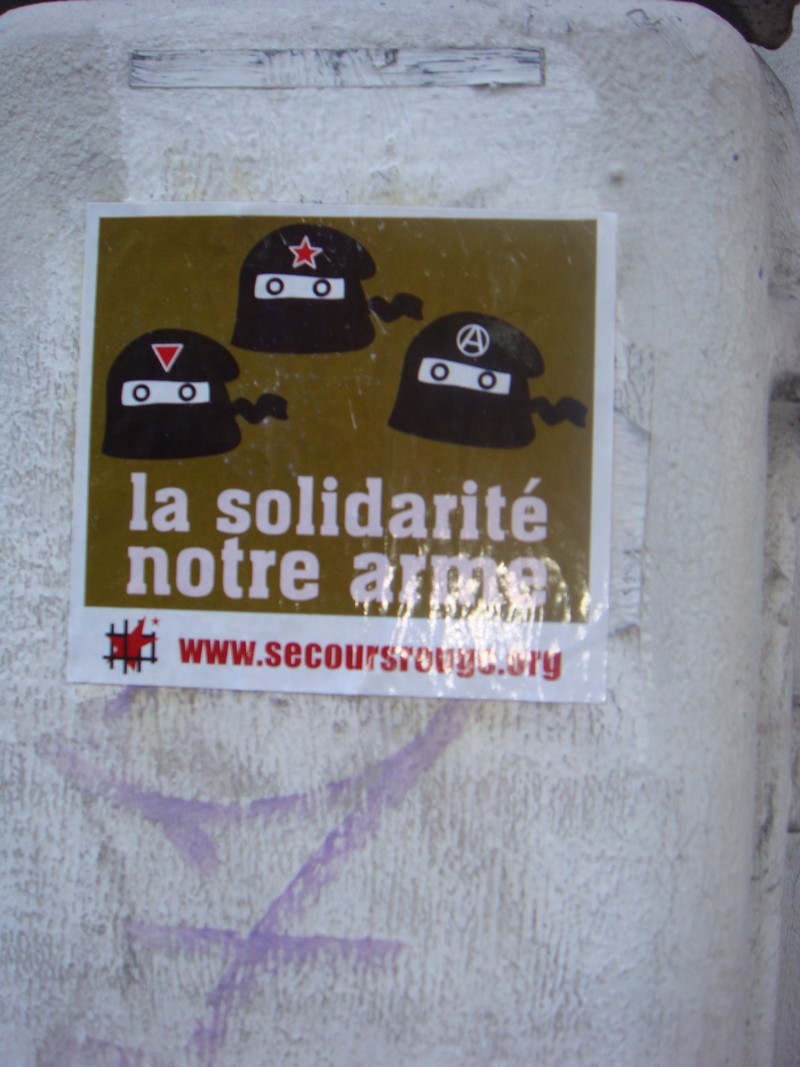
« La solidarité notre arme » à Bruxelles

Créé en janvier 2001, le Secours Rouge en Belgique est concrètement un collectif d'extrême gauche de soutien aux prisonniers communistes et anarchistes basé à Saint-Gilles (Bruxelles),. Son action prétend également améliorer les « capacités de résistance » des forces militantes et syndicales face à la « répression ».
Le Secours Rouge de Belgique revendique l’héritage des deux précédents Secours Rouge actifs en Belgique :
- En 1922 est fondée en Russie soviétique une “Association d’aide et de solidarité internationale aux combattants de la Révolution”. Celle-ci est à l’origine du Secours Rouge International qui comptera 71 sections nationales. Cette organisation mènera campagne pour Sacco et Vanzetti, pour les insurgés bulgares et asturiens, pour les antifascistes espagnols, allemands et italiens. La Section belge du SRI est créée en 1925 et son premier président est Charles Plisniers[4],[5]. Elle se fondra en 1941, sous l’occupation, dans “solidarité” une organisation qui unira le travail d’aide aux victimes de la répression de différents courants de la Résistance.
- Dans les années 1970, en plein essor de l'extrême gauche en Belgique, dans le but de venir en aide aux militants arrêtés durant les manifestations et les grèves, un premier Secours Rouge était déjà apparu (en février-mars 1971). Celui-ci était encadré par des trotskistes de la Jeune garde socialiste (organisation de jeunesse de la Ligue révolutionnaire des travailleurs, LRT, l'actuelle LCR) et des maoïstes de l'organisation Université Usine Union, de Tout le pouvoir aux travailleurs et du Parti communiste marxiste-léniniste de Belgique.

## Histoire

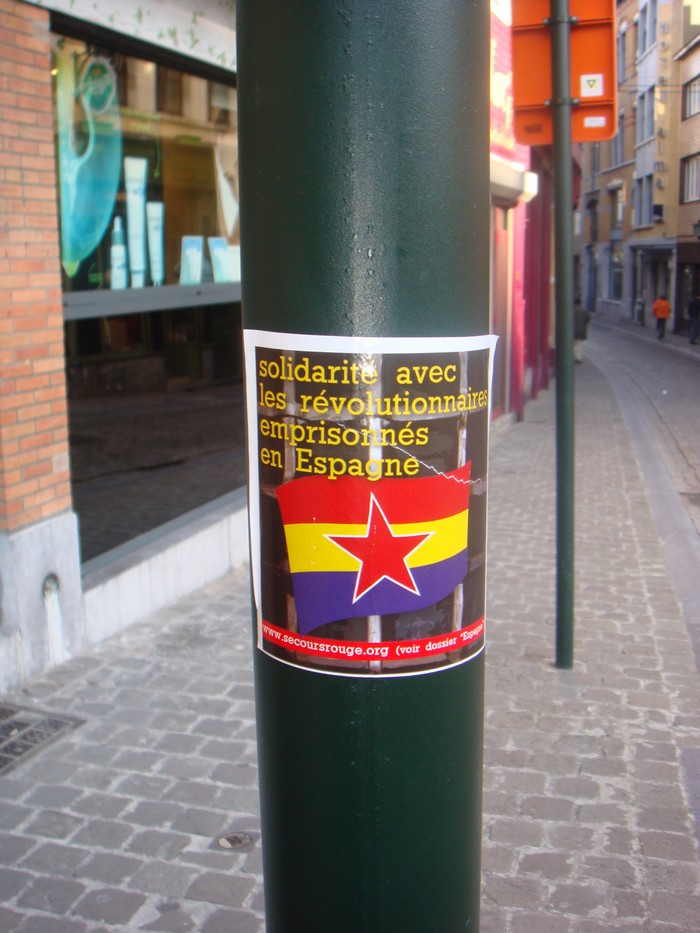
« Solidarité avec les révolutionnaires emprisonnés en Espagne »

### Origine
Le Secours Rouge trouve son origine dans « l’Association des Parents et Amis des Prisonniers Communistes » (APAPC) créée en 1985 pour soutenir les prisonniers des Cellules Communistes Combattantes. En 2000, les prisonniers défendus par cette association sont libérés, à l'exception de Pierre Carette qui sera libéré trois ans plus tard. En décembre de la même année, dans le but de reconstruite un Secours Rouge International, l’Association des Familles et des Amis des Prisonniers Politiques (Espagne) rassemble à Lyon des délégués de France, Suisse, Italie et Belgique, dans ce cas un représentant l'APAPC. À la suite de cette rencontre, l'APAPC de Belgique décide de se donner un caractère plus politique, d’adhérer au projet de Secours Rouge International, et se dissout dans une nouvelle organisation appelée « Secours Rouge de Belgique ».

### L'affaire du 5 juin 2008
En 2007, la police italienne procède à des arrestations et perquisitions dans le cadre d’une enquête sur une organisation clandestine, le « Parti communiste politico-militaire » (PCPM). À cette occasion, la police italienne trouve les photos de quatre membres du Secours Rouge : Bertrand Sassoye, Wahoub Fayoumi, Constant Hormans et Abdallah Ibrahim Abdallah. Les policiers italiens communiquent alors cette information à leurs homologues belges qui décident de mener une enquête. Le 5 juin 2008, une vaste opération de la police anti-terroriste mène à l'arrestation des quatre suspects et à des perquisitions. Le Secours Rouge organise plusieurs manifestations pour faire libérer ses membres. Le 25 juin, 200 personnes manifestent devant les prisons de Saint-Gilles et de Berkendael. Des rassemblements ont aussi lieu, à l'appel du Secours Rouge International, à Paris, Toulouse, Zurich, Berlin et Istanbul. Wahoub Fayoumi, Constant Hormans et Abdallah Ibrahim Abdallah sortent de prison le 26 juin. Bertrand Sassoye sera libéré le 29 juillet. Le parquet renonce finalement à poursuivre activement les accusés et la prescription est constatée en novembre 2018 devant la chambre des mises en accusation de la Cour d’appel de Bruxelles.

## Prises de position et campagnes

### Le Secours Rouge et les prisonniers
Le Secours Rouge entend soutenir toutes les personnes qu'elle considère comme des « prisonniers politiques révolutionnaires » à savoir les « prisonniers communistes, anarchistes, syndicalistes et antifascistes ». Cependant, il accorde une importance particulière à certains d'entre eux. Le plus important est sans doute Georges Ibrahim Abdallah. Ce militant communiste, membre des Fractions armées révolutionnaires libanaises (FARL) fut arrêté le 24 octobre 1984 par la police française et condamné en février 1987 à la perpétuité pour complicité d'assassinat. Le Secours Rouge se mobilise depuis 2004 pour demander sa libération et mène régulièrement des actions dans cet objectif. Le Secours Rouge apporte également un soutien aux prisonniers du groupe anarchiste grec « Lutte Révolutionnaire » dont il diffuse les textes,. En février 2019, les deux secrétaires du Secours Rouge International, accompagnés d'une délégation belge, sont notamment intervenus en faveur de Pola Roupa et Nikos Maziotis (deux inculpés appartenant à cette organisation) lors d'un de leur procès. Parmi les autres prisonniers à qui le Secours Rouge apporte son soutien, on peut citer Alfredo Cospito (anarchiste italien détenu sous le régime d'isolement 41bis), ou encore le rappeur communiste Pablo Hasél.

### Le Secours Rouge et la guerre civile syrienne
En juillet 2012, le PYD profite des désordres de la guerre civile en Syrie pour prendre le contrôle du « Kurdistan syrien », appelé le « Rojava ». Le PYD forme sa branche armée, les Unités de protection du peuple (YPG). Un « Bataillon International de Libération » est également formé pour accueillir des volontaires étrangers. Le Secours Rouge de Belgique, comme tout le Secours Rouge International prend position en faveur du Rojava dans lequel il voit une expérience révolutionnaire au niveau de la libération des femmes, de la gestion des ressources et des droits des différentes minorités nationales,. En 2015, il lance une campagne, avec d'autres organisations d'extrême gauche, visant à distribuer des pansements hémostatiques « Celox » aux combattants du bataillon international,. Par la suite, le Secours Rouge déclinera sa campagne pour équiper en Celox les unités de femmes combattantes de la région de Shengal et les milices de jeunes de l'ensemble du Rojava.

### La pandémie de Covid-19 et la création de la Classe Contre Classe
En 2020, le Secours Rouge sort de ses thèmes d'action habituels pour critiquer la gestion de la pandémie de Covid-19, avec un prisme anti-capitaliste plus général. Pour ce faire, il lance une campagne intitulée "Leur fric, Nos morts".
Il estime, en effet (à l'instar du Secours Rouge International), que la pandémie est une crise systémique du capitalisme et souhaite en profiter pour faire avancer son agenda révolutionnaire.
Ces différentes évolutions le mèneront à créer en octobre 2020, une organisation agissant sur des thèmes plus large, appelée "Classe Contre Classe". Le Secours Rouge de Belgique devient partie intégrante de cette nouvelle structure.

## Le Secours Rouge et l'extrême gauche belge
Le Secours Rouge ne fait pas l'unanimité au sein de l'extrême-gauche. Ces positions sur la lutte armée sont parfois considérées comme une forme d'apologie du terrorisme et de mépris de classe. D'autres militants, issus de la tendance marxiste-léniniste critiquent le Secours Rouge car ils l'estiment miné par une « ligne activiste, démocrate et anarchiste ». Enfin, le Secours Rouge est critiqué par certains militants libertaires pour son héritage marxiste-léniniste qui rendrait impossible tout travail commun avec lui. Le Secours Rouge est également en conflit avec certains journalistes engagés qui leur reprochent la manière, parfois violente, dont il les empêche de prendre des photos ou des vidéos durant ses manifestations. Le Secours Rouge entretient cependant des relations amicales avec plusieurs organisations d'extrême gauche belge et immigrée, comme en témoigne sa participation à « l'Alliance du 1er Mai révolutionnaire ».